# Takahiro Takagi
Takahiro Takagi (高木 貴弘 Takagi Takahiro?), född 1 juli 1982 i Ishikawa prefektur, är en japansk fotbollsspelare.
Takagi började sin karriär 2001 i JEF United Ichihara. Efter JEF United Ichihara spelade han för Thespa Kusatsu, Omiya Ardija, Consadole Sapporo, Albirex Niigata, FC Gifu och SC Sagamihara. Han avslutade karriären 2015.